# مسرحية مصرع كليوباترا
مسرحية مصرع كليوباترا من أجمل المسرحيات التي كتبها أمير الشعراء أحمد شوقي وهي مسرحية شعرية تدور حول الأيام الأخيرة في حياة الملكة كليوبترا في الإسكندرية وموقعة أكتيوم البحرية.
علي الرغم من اختلاف نظرة المؤرخين حول شخصية الملكة كليوبترا آخر من حكم مصر من البطالمة إلا إن أحمد شوقي وضع رؤية خاصة لحياتها؛ فنرى التاريخ يرسمها بصورة ملكة مصرية غلبتها محن الدهر أو ملكة لاهية لاهثة وراء الهوى لم تأبه لدولتها ولا شعبها، فحينا نجده يرفعها ويمجدها ويبرأها، وحينا آخر ينزل عليها لعناته وإنها امرأة عرفت بالجمال الفتان اعتلت العرش واستخدمت جمالها في الوصول لما تريد وضجت حياتها بالكثير من مواقع حربية وأساطيل بحرية وعشق وغرام وهروب وأخيرا انتحار.

## مصرع كليوبترا وأحمد شوقي
أراد شوقي أن يظهر كليوباترا بصورة ملكة وطنية تخشى على شعبها وتسعى لمصلحة بلدها وتحب مصر وتخلص لها، وأراد تمجيدها حيث ظلمها المؤرخون الغربيون، حين أظهروها في صورة غانية لاهية لا تعنيها مصلحة مصر وقدموها في صورة ينقصها الولاء للوطن الذي تحكمه.

## الأحداث
حكمت كليوباترا مصر مع أخيها الأصغر بعد أن أعانها يوليوس قيصر على ارتقاء العرش، ولما مات أخوها زارت روما واحتفل بها قيصر، فلما قُتِل تنازع الحكم في روما أنطونيوس وأوكتافيوس، فوقفت كليوباترا بينهما موقف الحياد، فلما انتصر أنطونيوس وتولى الحكم دعاها إلى روما، وحين رآها وقع في غرامها وتزوجها، ثم انشغل بها عن الحكم، فتضاءلت مكانته السياسية والحربية، ثم عاد إلى روما، وتزوج أخت منافسه أوكتافيوس، ولكن الحنين عاوده إلى الإسكندرية فعاد إليها، وأثار ذلك غضب أوكتافيوس فأنذره بالحرب، وفي سنة 30 ق.م، اشتبك أوكتافيوس وأنطونيوس في معركة بحرية تسمى موقعة أكتيوم قرب الإسكندرية وفيها وقفت كليوباترا بجانب أنطونيوس، ولكنها انسحبت في أثناء القتال فضعف جانبه، وانتصر أوكتافيوس عليه، وأرسلت إلى أنطونيوس من يخبره بموتها فأغمد سيفه في قلبه، ولما علم بكذب الخبر أمر أن ينقل إليها ليموت بين يديها. وخشيت كليوباترا أن يأسرها أكتافيوس فانتحرت وتركت بنتين من أنطونيوس وولدًا من يوليوس قيصر.

## من المسرحية

### حوار بين الملكة ووصيفتها
- شرميون (وصيفة الملكة):

- الملكة:

- شرميون (وصيفة الملكة):

- الملكة:

- شرميون: